# 2016년 하계 올림픽 오스트리아 선수단
2016년 하계 올림픽 오스트리아 선수단은 2016년 8월 5일부터 21일까지 브라질 리우데자네이루에서 열리는 2016년 하계 올림픽에 참가한 올림픽 오스트리아 선수단이다.

## 메달 집계

### 메달리스트
동메달
- 토마스 차야츠
타니아 프랑크(요트 나크라 17)

## 종목별 성적

### 배구
남자 비치발리볼

## 같이 보기
- 올림픽 오스트리아 선수단